# Кай Гансен
Кай Міхае́ль Га́нсен (нім. Kai Michael Hansen; 17 січня 1963, Гамбург, ФРН) — відомий рок-музикант з  Німеччини, гітарист та вокаліст. Відомий як родоначальник жанру павер-метал, засновник гуртів Helloween та Gamma Ray, учасник Iron Savior, Unisonic та багатьох інших проєктів.

## Біографія
Кай Гансен народився 17 січня 1963 року в Гамбурзі, ФРН.
У віці десяти років Кай зацікавився музикою і почав грати на саморобних барабанах. Однак його батькам не подобався шум, тому вони купили йому акустичну гітару. Кай пройшов шестимісячний курс класичної гітари, після чого створив свій перший гурт з однокласниками, коли придбав електрогітару — білу копію Gibson Les Paul від Ibanez.
З п'ятнадцяти років грав у маловідомому хеві-метал колективі Iron Fist. Після його розпаду став засновником Helloween, де був основним автором музики та текстів. Хоча Кай не займався вокалом професійно, але він також був вокалістом у дебютних альбомах — Helloween (міні-альбом 1985)Helloween та Walls Of Jericho. Вокальна манера Кая — дуже високий, різкий фальцет — згодом копіювалася деякими іншими виконавцями павер-металу.
1988 року Гансен покинув Helloween в зв'язку з довгим світовим турне в підтримку Keeper Of The Seven Keys і заснував аналогічну за стилем групу Gamma Ray, в якій грає і співає досі. Також з 1996 по 2001 Кай був гітаристом групи Iron Savior.
Гансен навчався на юридичному факультеті, проте без особливого успіху. У середині 1990-х років він заснував власну студію звукозапису в Гамбурзі, де почав працювати як продюсер у металевій індустрії. Зокрема, з 2002 року він продюсує студійні альбоми гурту Stormwarrior, в яких також бере активну участь як вокаліст.
Кай взяв участь у великій кількості сайд-проєктів. Він допоміг гурту Blind Guardian в записі альбомів Follow the Blind та Tales from the Twilight World як третій гітарист і заспівав дуетом з Хансі Кюршем пісні Valhalla і Lost In the Twilight Hall. Разом з шведським колективом HammerFall записував альбом кавер-версій на пісні Helloween, з яких вийшов тільки сингл I Want Out з дуетом Гансена і Йоахима Кансі. Кай зіграв роль гнома Регріна в рок-опері Тобіаса Саммета Avantasia.
У 2005 він гастролював спільно з німецьким гуртом з Гамбурга StormWarrior як соліст, і виконував класичний репертуар Helloween з альбому «Walls of Jericho». Кай Гансен знову виступав зі Stormwarrior у 2007 на фестивалях Magic Circle Festival та Wacken Open Air. Він також з'їздив у світове турне разом з Avantasia у 2010–2011 роки, де взяв участь його колега по Helloween Міхаель Кіске. 2011 року Гансен став повноцінним учасником гурту Unisonic, вихід дебютного альбому якого запланований на весну 2012 року.
У 2016 році Кай Гансен випустив свій перший сольний альбом "XXX – Three Decades in Metal", який став своєрідним підсумком його 30-річної кар'єри в металі. Того ж року було анонсовано возз'єднання Helloween для світового туру. У 2017 вийшов сингл возз'єднаних "Pumpkins United", де  Деріс, Гансен і Кіске розділили між собою головні партії вокалу. Гурт вирушив у світовий тур "Pumpkins United", де на одній сцені виступили колишні та нинішні учасники гурту. Спочатку планувалося, що тур буде тимчасовим, але через великий успіх возз'єднання стало постійним.   У 2021 році вийшов новий альбом "Helloween" з оновленим складом, що включає як Гансена, так і Кіске. Сімнадцятий студійний альбом Helloween, "Giants & Monsters", заплановано на 29 серпня 2025 року. 13 червня 2025 року гурт випустив перший сингл "This Is Tokyo" з майбутнього альбому. Пісня є своєрідною даниною поваги Японії, в якій беруть участь двоє вокалістів – Енді Деріс та Міхаель Кіске (а Кай один з гітаристів).
Син Кая Гансена, Тім Гансен, також є музикантом. Він грає на гітарі в чеському павер-метал гурті Induction.

## Музичне обладнання
Упродовж кар'єри Кай Гансен використовував різноманітні гітари. До Helloween він володів білою гітарою Ibanez і Gibson Les Paul, а потім назбирав на підсилювач Marshall, розносячи газети. 
Майже 20 років Кай грав на гітарах ESP. Він почав використовувати їх під час роботи з Helloween після того, як почув відгуки про цього виробника від таких артистів, як Джордж Лінч (колишній учасник Dokken) і Кірк Хеммет з Metallica. Його основними гітарами ESP є червона та рожева ESP Custom, засновані на моделі Jackson Randy Rhoads, а також дві кастомні V-подібні моделі, засновані на класичній формі Gibson Flying V.
Гансен є офіційним ендорсером гітарної фірми ESP, яка випустила його підписну гітару ESP RV-300KH.
У 1990-х роках він також використовував моделі Stratocaster. З часів запису альбому "Keeper of the Seven Keys: Part II" Гансен віддає перевагу підсилювачам Engl.
Під час турів з Gamma Ray Кая бачили з коріновим Epiphone Flying V зі звукознімачами EMG.
До 40-річного ювілею Helloween та світового туру 2025-2026 років німецька компанія EBG-Instruments створила для Гансена підписну гітару "KH-40 Anniversary". Ця гітара є алюмінієвим гібридом у формі R-shape з численними деталями та символікою Helloween і Gamma Ray. 
Технічні характеристики гітари KH-40 Anniversary:
- Корпус: червоне дерево (махагоні) з аерографією логотипу "Eye Face" Кая Гансена
- Гриф: червоне дерево/клен (5 смуг)
- Накладка грифу: чорне дерево (ебоні) з кастомними інкрустаціями Helloween
- Лади: 22 середніх
- Мензура: 25,5 дюймів
- Звукознімачі: EMG 81 Bridge, 89R Neck (з функцією спліт)
- Кілки: Hipshot open locking tuner золотого кольору з логотипами Helloween/Gamma Ray
- Бридж: Schaller GTM (золотий)
- Вага: 3,33 кг

Гітара містить багато деталей, пов'язаних з Helloween, та була виготовлена вручну в майстерні EBG-Instruments у південній Німеччині відповідно до точних побажань Гансена. Компанія пропонує фанатам можливість придбати 100% ідентичну копію цієї гітари за ціною 6999 євро (без кейса).

## Вокальний стиль
У ранні роки вокальний стиль Гансена нагадував багатьох вокалістів треш-металу. Замість плавного та чистого стилю (як у його наступника Кіске), Гансен співав з хрипким звуком, перемежованим високими пронизливими криками для драматичного ефекту. Кіске був запрошений як вокаліст спочатку тому, що Гансену було важко одночасно співати і грати на гітарі, хоча пізніше в своїй кар'єрі він, здається, подолав ці проблеми.
Починаючи з 1995 року, Гансен став основним вокалістом свого гурту Gamma Ray. Приблизно в цей час вокальний стиль Гансена став більш мелодійним і трохи чистішим, більше в традиційному стилі павер-металу, але все ще зберігаючи легкий носовий тон і хрипкість ранніх років.

## Внесок у розвитокпауер-метал
Кай Гансен вважається одним із "батьків" пауер-метал. Його робота з Helloween, особливо альбоми "Keeper of the Seven Keys", заклала основи європейського павер-металу. Характерний стиль гри Гансена, що поєднує швидкі рифи, мелодійні соло та високий вокал, вплинув на цілу генерацію метал-гуртів. Після заснування Gamma Ray він продовжив розвивати жанр, продавши мільйони альбомів по всьому світу та надихнувши численних музикантів.
Тобіас Саммет, лідер гурту Edguy та проєкту Avantasia, під час виступу на фестивалі Wacken Open Air 2011 назвав Гансена "Містером німецького хеві-металу". За кордоном Гансена вважають "символом" німецького хеві-металу, і він користується великою популярністю завдяки своєму дружньому характеру. Хоча його віртуозна гра на гітарі та здібності до написання пісень високо цінуються в металевій спільноті, його характерний, але не завжди точний вокал часто піддається критиці. Проте шанувальники вважають спів Гансена невід'ємною частиною типового стилю Gamma Ray.

## Дискографія
Helloween
- Helloween (міні-альбом, 1985)
- Walls of Jericho (1985)
- Keeper of the Seven Keys Part 1 (1987)
- Keeper of the Seven Keys Part 2 (1988)
- Helloween (2021)

Gamma Ray
- Heading for Tomorrow (1990)
- Sigh No More (1991)
- Insanity and Genius (1993)
- Land of the Free (1995)
- Alive '95 (1996) — Live album
- Somewhere Out in Space (1997)
- The Karaoke Album (1997) — Караоке Compilation album
- Power Plant (1999)
- Blast from the Past (2000) — «Best of» Compilation album
- No World Order (2001)
- Skeletons in the Closet (2003) — Live album
- Majestic (2005)
- Land of the Free II (2007)
- Hell yeah! — The awesome foursome — Live in Montreal (2008)
- To The Metal (2010)
- Skeletons & Majesties (2011) — Compilation album
- Empire of the Undead (2014)

Iron Savior
- Iron Savior (1997)
- Unification (1998)
- Interlude (EP, 1999)
- Dark Assault (2001)

Unisonic
- Unisonic (2012)
- Light of Dawn (2014)

Сольні альбоми
- XXX – Three Decades in Metal (2016)

Гостьові появи
- Blind Guardian: вокал і гітарні соло в альбомах "Follow the Blind" та "Tales from the Twilight World"
- Angra: гітарні соло і вокал у пісні "Temple of Hate"
- Avantasia: роль гнома Регріна в рок-опері та участь у світових турах 2010-2011 років
- Heavenly: гітарне соло в пісні "Time Machine" з альбому "Dust to Dust"
- Stormwarrior: спільні виступи та виконання класичного репертуару Helloween
- HammerFall: запис кавер-версії пісні "I Want Out"
- Dark Age: Acedia (2009)
- Merging Flare: Reverence (2011)
- Scheepers: Scheepers (2011)
- Nightlaser: Laserhead (2017)
- Michael Schenker: My Years with UFO (2024)